# 中国標準時

東経120度（図で濃緑で示された中華人民共和国国土にかかる東側の経線）を標準とする

中国標準時（ちゅうごくひょうじゅんじ、英語: CST; Chinese Standard Time）は、中華人民共和国で使用されている標準時である。
北京がある中原の東経120度線における地方時を基準にしていることから北京時間、中原標準時間とも言う。
協定世界時との時差は+8時間(UTC+8)である。

## 概説

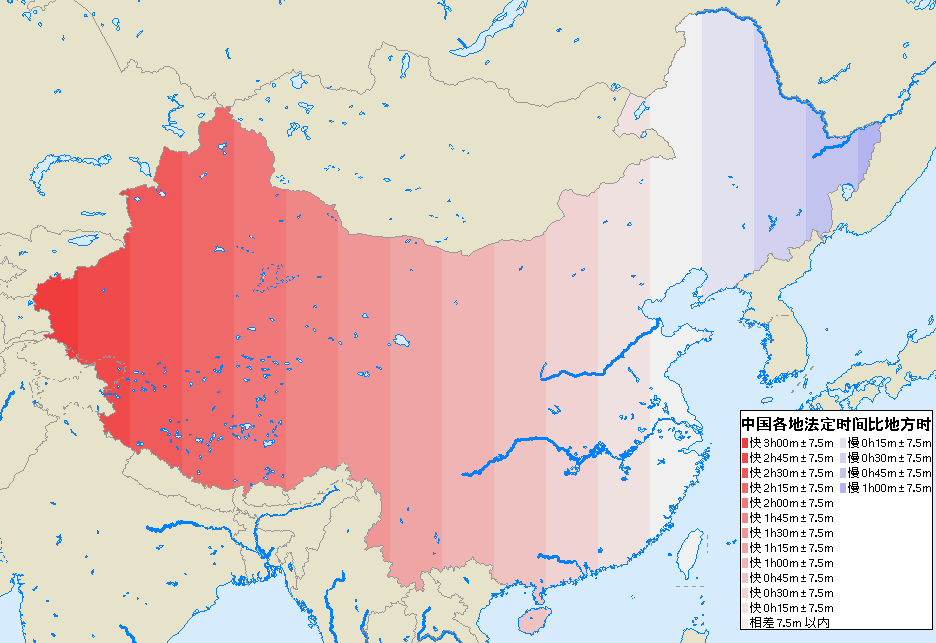
中国国内における標準時と地方平均時との差を示している。中華人民共和国ではその国土が東西に大きく広がっているにもかかわらず標準時がUTC+8 (北京時間)に統一されているため、中国東北部では標準時が地方平均時より多少（1時間程度）遅くなっている一方、中部から西部にかけては標準時が地方平均時よりかなり（西端で3時間程度）早くなっている。

中華人民共和国の領域は東西方向に伸びているが、全土で同じ標準時が使用されている。そのため、太陽が南中する時刻は中国の東端では午前11時頃、西端では午後3時頃となる。また、隣接するタイムゾーン（標準時が同一の領域）もUTC+4:30（アフガニスタン）からUTC+10（ロシアの一部：ウラジオストク時間）の広範にわたり、特にアフガニスタンとは3時間30分の時差が生じることになる。

## 沿革

1912年から1949年までの中国の時間帯区分

光緒28年（1902年）、清の政府は東経120度の地方時をもって「海岸時」と制定した。1912年、北京の中央気象台が全国を以下の5つの時間帯（時区）に区分した。
- 崑崙時区(UTC+5:30) - 新疆西部とチベットの一部
- 新蔵時区(UTC+6) - 新疆とチベット
- 隴蜀時区(UTC+7) - 中国中部（甘粛省、陝西省、四川省、雲南省など）
- 中原標準時区(UTC+8) - 中国海岸部（北京、大連、青島、上海、南京、広州など）
- 長白時区(UTC+8:30) - 中国東北部（ハルビンなど）

大同1年（1932年）、満洲国は日本の西部標準時と同等のUTC+8を満洲時間として採用したが、康徳4年（1937年）に日本の中央標準時と同等のUTC+9を導入した。
民国28年（1939年）3月9日、中華民国内政部が招集した標準時間会議で、1912年に定められた時間帯を中華民国の標準時間帯とすることが確認された。
1949年、中華人民共和国では中原標準時間を「北京時間」に改称し、全土でこれを使用することとした。台湾（中華民国）では「中原標準時間」の名称のままとしたが、台湾標準時、台北時間、国家標準時間とも呼ばれる。

## IANAのTime Zone Database
IANAのTime Zone Databaseには、中国の標準時として以下の4つの時間帯が含まれている。
| 国コード | 座標            | 時間帯ID       | 注釈     | 協定世界時との差 | 夏時間 | 備考   |
| -------- | --------------- | -------------- | -------- | ---------------- | ------ | ------ |
| CN       | +3114+12128     | Asia/Shanghai  | 北京時間 | +08:00           | +08:00 |        |
| CN       | +4348+08735     | Asia/Urumqi    | 新疆時間 | +06:00           | +06:00 | 非公式 |
| HK       | +2217+11409     | Asia/Hong_Kong |          | +08:00           | +08:00 |        |
| MO       | +221150+1133230 | Asia/Macau     |          | +08:00           | +08:00 |        |